# Ekin Deligöz
Ekin Deligöz (ur. 21 kwietnia 1971 w Tokat) – niemiecka polityk tureckiego pochodzenia, posłanka do Bundestagu XIV, XV, XVI i XVII kadencji (od 1998).

## Życiorys
W Niemczech mieszka od 1979, w 1997 uzyskała obywatelstwo RFN. Ukończyła szkołę podstawową w Senden i gimnazjum w Weißenhorn, później kształciła się na studiach z dziedziny administracji na Uniwersytetach w Konstancji i Wiedniu.
Od 1988 działa w Partii Zielonych, z ramienia której została w 1998 wybrana do Bundestagu (reelekcja w latach 2002, 2005 i 2009 z listy regionalnej). W latach 2002–2005 pełniła obowiązki przewodniczącej Klubu Poselskiego. W XVI kadencji (2005–2009) była wiceprzewodniczącą Komisji Rodziny, Osób Starszych, Kobiet i Młodzieży.
Jest zwolenniczką integracji muzułmanów ze społeczeństwem niemieckim. W 2006 zaapelowała do kobiet islamskich o zaprzestanie noszenia chust w miejscach publicznych, co spotkało się z agresją w stosunku do jej osoby ze strony radykalnych środowisk muzułmańskich.
Zasiada w zarządzie UNICEF Deutschland.